# Ningen no yakusoku
人間 の 約束 (transl. romaji: Ningen no yakusoku) (lit. ‘Una promesa’) és una pel·lícula dramàtica japonesa de 1986 dirigida per Yoshishige Yoshida. Es va projectar a la secció Un Certain Regard del Festival de Canes de 1986.

## Repartiment
- Rentarō Mikuni com a Ryosaku Morimoto
- Sachiko Murase com a Tatsu, l'esposa de Ryosaku
- Choichiro Kawarazaki com a Yoshio, fill de Ryosaku
- Orie Satoh com a Ritsuko, l'esposa de Yoshio
- Kōichi Satō com a detectiu Yoshikawa
- Tetta Sugimoto com a Takao, el fill de Yoshio
- Reiko Tajima com a Saeko Nogawa
- Choei Takahashi com Takeya Nakamura
- Kumiko Takeda com a Naoko, la filla de Yoshio
- Tomisaburo Wakayama com a detectiu Tagami
- Masakane Yonekura com a detectiu Miura